# Epicrionops parkeri
Epicrionops parkeri és una espècie d'amfibis gimnofions de la família dels rinatremàtids (Rhinatrematidæ). Va ser descrit com Rhinatrema Parkeri per Emmett R. Dunn el 1942.
Només és onegut als afores de la localitat tipus (Medellín, Antioquia, Colòmbia) a l'extrem nord de la Cordillera Central. Als dors és de color negre amb tres fines línies negres, el ventre de color color crema pàl·lid.
La Llista Vermella de la UICN el classifica com vulnerable. La desforestació de la muntanya per a la ramaderia, les activitats agrícoles i la contaminació de l'aigua formen les amenaces majors.